# Gacrux

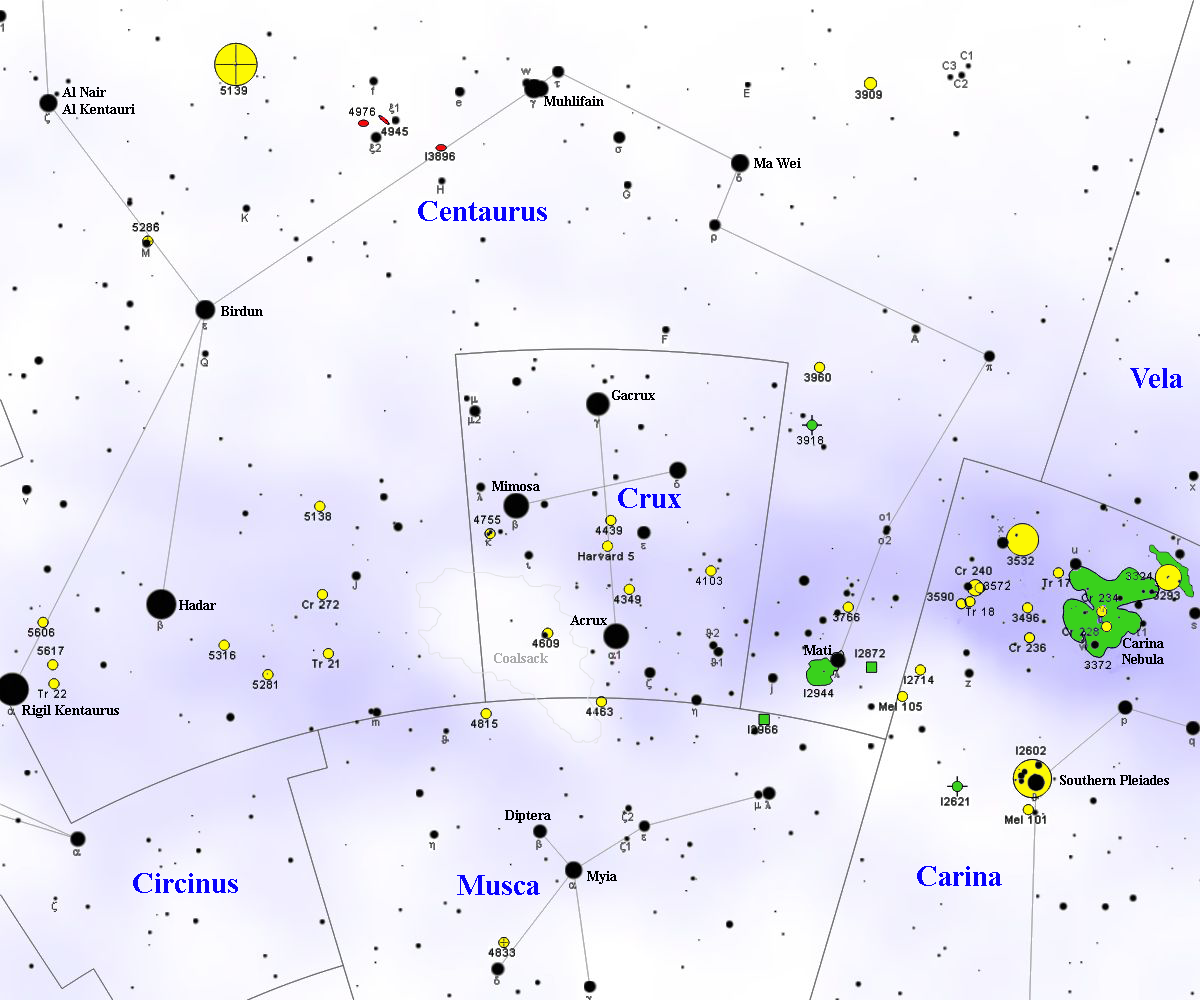
Contel·lació de Crux. Gacrux està situada a la part superior de la creu.

Gacrux (Gamma de la Creu del Sud / Gamma Crucis) és la tercera estrella més brillant en la constel·lació de la Creu del Sud (Crux Australis), darrere de Acrux (α Crucis) i Mimosa (β Crucis). Defineix l'extrem superior de la «creu», i amb una magnitud aparent +1,63 és la  vintisesena estrella més brillant del cel nocturn. El seu nom és un acrònim de Gamma Crucis, probablement donat pels navegants dels mars del sud al referir-se a aquesta estrella, ja que només és visible al sud del Tròpic de Càncer i no va ser batejada pels antics.

## Característiques físiques
Gacrux és una gegant vermella de tipus espectral M3.5III amb una temperatura superficial de 3.400 K. Amb un radi 113 vegades el radi solar, si estigués al lloc del Sol la seva superfície s'estendria fins a la meitat de l'òrbita terrestre. Visualment, té una lluminositat 140 vegades més gran que la del Sol, però si s'inclou la radiació infraroja emesa per l'estrella, la seva lluminositat és 1.500 vegades més gran.
Amb una massa estimada igual o menor a tres masses solars, l'estat evolutiu de Gacrux és incert. Des de la seva superfície bufa un fort encara que variable vent estel·lar. Més evolucionada que altres gegants properes com Pòl·lux (β Geminorum) o Capella (α Aurigae), el més probable és que estigui acabant la  fusió d'heli en el seu nucli, incrementant la seva lluminositat per segona vegada (el primer augment en lluminositat té lloc en finalitzar la fusió de l'hidrogen, en l'etapa de seqüència principal). El fet que sigui una  Variable semiregular, amb una fluctuació en la seva brillantor d'unes dècimes de magnitud, recolza aquesta hipòtesi 
Situada a 88  anys llum de distància, Gacrux és la gegant vermella més propera al sistema solar.

## Possibles acompanyants
A 2  minuts d'arc de Gacrux es pot observar una estrella acompanyant de magnitud +6,4 i tipus A3 que pot ser resolta amb binocles. Encara que està catalogada com a Gacrux A (HD 108.925), en realitat està quatre vegades més allunyada i, per tant, no està gravitacionalment unida a Gacrux
No obstant això, Gacrux pot tenir una companya real, ja que és considerada com una estrella de bari «lleu». En aquestes estrelles, la presència de bari s'associa a vents procedents d'una companya que va evolucionar fora de la seqüència principal primer; aquesta companya, probablement una nana blanca, és de difícil detecció. Aquesta hipotètica acompanyant podria ser avui diversos centenars de vegades menys lluminosa que el Sol, amb una massa entre 0,6 i 1,4 masses solars i un diàmetre inferior a l'1% el del Sol.